# Claudio Saracini
Claudio Saracini, „Il Palusi” (Siena, 1586. július 1. – ?, 1630. szeptember 20.) (újabb kutatások valószínűsítik, hogy 1649-ben még élt), a korai barokk olasz zeneszerzője, lantosa és énekese. Sigismondo d’Indiával együtt a monódia stílus legjelesebb képviselője.
Művei ajánlásai alapján feltehető, hogy Claudio Monteverdivel személyes ismeretségben állt, Monteverdinek nagy hatása is volt Saracini zenéjére.
Madrigáljaiban különösen szívesen zenésítette meg Marino erotikus verseit.
Köteteiben  nemesi család sarjaként mutatkozik be, műveinek ajánlásában hercegek és érsekek szerepelnek. Társadalmi állása az alapja annak a feltételezésnek, hogy akármilyen tehetséges is, de amatőr lehetett. Ugyanerre utal, hogy a zenetörténészek nem találják annak semmi nyomát, hogy énekesként vagy zenészként foglalkoztatták volna. Amatőrsége dacára kitűnően uralta a deklamációt, a szófestést, a harmóniákat és a disszonanciákat.
Öt kötet maradt fenn tőle nyomtatásban, kiadásuk Velencében történt. Számozásuk 1., 2., 3., 5. és 6., a negyedikként számozott kötet elkallódott, – már ha egyáltalán megjelent valaha is.
A kötetekben kiadott darabok száma egyes források szerint 129, mások szerint 133. Szólók, duettek és triók énekhangra illetve tiorbára.
Dalai monódiák. A darabok (egy kivételével) egy, két vagy három énekes számára írott szekuláris művek, madrigálok. Ezeket erősen díszített módon volt szokás előadni, hangszeres kísérettel.  Nyelvük a Stabat Mater kivételével olasz, témaválasztásuk a komolytól kezdve a humoroson keresztül az erotikusig terjed.
Saracini kompozíciónak egyedi jelleget ad, hogy műveiben népzenei hatás is mutatkozik, még balkáni befolyás is, ami a korai barokk olasz zenében rendkívül szokatlan. Feltehetően utazásai hozták magukkal a találkozást a balkán népzenével, utazásaira a művek ajánlásaiból is következtetni lehet. Többstrófás dalaiban mutatható ki leginkább a balkán hatás, ezek egyike 5/4-es ritmusú - még ha páros metrikával jegyezte is le. A páratlan, aszimmetrikus ritmusok a balkáni népzenének jellemző elemei, hiányoznak azonban az olasz zenéből.

## Nyomtatott művei
- Le Musiche... nelle quali sono Madrigali a 1 voce e continuo  (1614)
- Le seconde musiche per cantar et sonar nel chitarrone arpicordo et altri stromenti. Et nel fine il Lamento della Madonna in stile recitativo (Venezia) (1620)
- Le terze musiche...Et nel fine il pianto della Beata Maria Vergine in stile recitativo  (1620)
- Le quinte musiche...da cantar (1624)
- Le seste musiche... da cantar (1624)

## Fordítás
- Ez a szakasz részben vagy egészben  a   Claudio Saracini című angol Wikipédia-szócikk ezen változatának fordításán alapul.  Az eredeti cikk szerkesztőit annak laptörténete sorolja fel. Ez a jelzés csupán a megfogalmazás eredetét és a szerzői jogokat jelzi, nem szolgál a cikkben szereplő információk forrásmegjelöléseként.